# Serie A1 1997-1998 (pallamano femminile)
La Serie A1 1997-1998 è stata la 29ª edizione della massima serie del campionato italiano di pallamano femminile. Il campionato è stato vinto per la seconda volta consecutiva dalla Jomsa Rimini, che nella finale play-off ha superato il De Gasperi Enna.

## Stagione

### Novità
Dalla Serie A1 1996-1997 erano stati retrocessi il Messana e il Sassari, mentre dalla Serie A2 erano stati promossi il Brixen Südtirol e il Polisport Siracusa. Il Cingoli e la Torres avevano rinunciato all'iscrizione, così il Sassari è stato riammesso.

### Formula
La formula del torneo prevedeva una stagione regolare, dove le undici squadre partecipanti si affrontavano in partite di andata e ritorno, per un totale di 22 giornate. Al termine della stagione regolare l'ultima classificata veniva retrocessa in Serie A2, mentre le prime quattro accedevano ai play-off per l'assegnazione dello scudetto, disputati in partite di andata e ritorno.

## Squadre partecipanti
| Squadra            | Città                | Stagione precedente                 |
| ------------------ | -------------------- | ----------------------------------- |
| Brixen Südtirol    | Bressanone (BZ)      | 1º in Serie A2, semifinale scudetto |
| Cassano Magnago    | Cassano Magnago (VA) | 2º in Serie A1, finale scudetto     |
| CUS Messina        | Messina              | 7º in Serie A1                      |
| De Gasperi Enna    | Enna                 | 5º in Serie A1                      |
| Dream Team Pescara | Pescara              | 9º in Serie A1                      |
| EOS Siracusa       | Siracusa             | 4º in Serie A1                      |
| Jomsa Rimini       | Rimini               | 1º in Serie A1, Campione d'Italia   |
| Licata             | Licata (AG)          | 10º in Serie A1                     |
| Polisport Siracusa | Siracusa             | 1º in Serie A2                      |
| Sassari            | Sassari              | 12º in Serie A1                     |
| Tiger Palermo      | Palermo              | 3º in Serie A1, semifinale scudetto |

## Classifica finale
Fonte: Annuario FIGH.
|  | Pos. | Squadra            | Pt | G  | V  | N | P  | GF  | GS  | DR   |
|  | ---- | ------------------ | -- | -- | -- | - | -- | --- | --- | ---- |
|  | 1.   | De Gasperi Enna    | 35 | 20 | 17 | 1 | 2  | 656 | 472 | +184 |
|  | 2.   | Jomsa Rimini       | 34 | 20 | 17 | 0 | 3  | 575 | 392 | +183 |
|  | 3.   | Cassano Magnago    | 30 | 20 | 15 | 0 | 5  | 577 | 404 | +173 |
|  | 4.   | EOS Siracusa       | 29 | 20 | 14 | 1 | 5  | 532 | 471 | +61  |
|  | 5.   | Tiger Palermo      | 25 | 20 | 12 | 1 | 7  | 528 | 421 | +107 |
|  | 6.   | Licata             | 25 | 20 | 10 | 0 | 10 | 482 | 485 | -3   |
|  | 7.   | CUS Messina        | 15 | 20 | 7  | 1 | 12 | 436 | 500 | -64  |
|  | 8.   | Brixen Südtirol    | 14 | 20 | 7  | 0 | 13 | 436 | 482 | -46  |
|  | 9.   | Polisport Siracusa | 10 | 20 | 5  | 0 | 15 | 479 | 592 | -113 |
|  | 10.  | Sassari            | 6  | 20 | 3  | 0 | 17 | 414 | 538 | -124 |
|  | 11.  | Dream Team Pescara | 2  | 20 | 1  | 0 | 19 | 538 | 716 | -178 |

Legenda:
 Qualificata ai play-off scudetto.
      Retrocessa in Serie A2.

## Risultati

### Tabellone
Fonte: Annuario FIGH.
|                    | Rim   | Bri   | Sas   | CUS   | Pal   | Cas   | Lic   | DeG   | EOS   | DTP   | Pol   |
| ------------------ | ----- | ----- | ----- | ----- | ----- | ----- | ----- | ----- | ----- | ----- | ----- |
| Jomsa Rimini       | ––––  | 26-15 | 37-23 | 22-21 | 26-20 | 34-23 | 29-13 | 30-20 | 28-19 | 35-18 | 39-17 |
| Brixen Südtirol    | 17-31 | ––––  | 16-13 | 19-21 | 20-24 | 17-20 | 28-22 | 23-38 | 22-18 | 42-17 | 28-24 |
| Sassari            | 22-30 | 23-28 | ––––  | 20-24 | 23-18 | 21-36 | 19-20 | 19-30 | 20-23 | 25-21 | 27-28 |
| CUS Messina        | 19-30 | 17-15 | 13-12 | ––––  | 24-24 | 19-25 | 19-24 | 28-37 | 22-25 | 41-16 | 26-22 |
| Tiger Palermo      | 17-16 | 30-17 | 29-17 | 38-14 | ––––  | 16-21 | 30-27 | 25-23 | 27-29 | 36-16 | 35-22 |
| Cassano Magnago    | 23-18 | 29-17 | 35-18 | 33-17 | 18-17 | ––––  | 33-21 | 16-22 | 27-18 | 53-9  | 36-21 |
| Licata             | 21-23 | 25-19 | 22-17 | 23-22 | 19-31 | 23-20 | ––––  | 26-32 | 24-26 | 41-19 | 32-29 |
| De Gasperi Enna    | 23-22 | 36-25 | 42-25 | 42-27 | 28-23 | 30-26 | 26-16 | ––––  | 37-27 | 44-26 | 33-23 |
| EOS Siracusa       | 27-28 | 27-20 | 33-23 | 29-16 | 26-20 | 27-24 | 27-17 | 27-27 | ––––  | 35-18 | 29-27 |
| Dream Team Pescara | 12-40 | 18-27 | 20-22 | 16-21 | 12-37 | 17-49 | 19-31 | 15-46 | 25-31 | ––––  | 28-27 |
| Polisport Siracusa | 23-31 | 23-20 | 29-25 | 28-25 | 23-31 | 22-30 | 17-35 | 23-37 | 19-29 | 32-16 | ––––  |

## Play-off scudetto
Gli incontri dei play-off per l'assegnazione dello scudetto erano a eliminazione diretta con gare di andata e ritorno. Gli incontri di andata delle semifinali vennero effettuati in casa delle squadre peggio classificate al termine della "stagione regolare". Passarono il turno le squadre che nelle due partite di andata e di ritorno ottennero il maggior punteggio. La finale si disputava al meglio delle tre gare; al termine degli incontri veniva dichiarata vincente la squadra che aveva ottenuto il maggior punteggio. La gara d'andata si disputò il 18 aprile 1998 in casa del De Gasperi Enna, meglio piazzata nella "stagione regolare", la gara di ritorno si disputò il 25 aprile 1998 in casa della Jomsa Rimini, mentre l'eventuale bella si sarebbe disputata il 2 maggio 1998 in casa del De Gasperi Enna.
Fonte: Annuario FIGH.
|  | Semifinali | Semifinali      | Semifinali | Semifinali | Semifinali |  |  | Finale          | Finale          | Finale | Finale | Finale |  |
|  |            |                 |            |            |            |  |  |                 |                 |        |        |        |  |
|  | 1          | De Gasperi Enna | 26         | 26         | 52         |  |  |                 |                 |        |        |        |  |
|  | 4          | EOS Siracusa    | 20         | 24         | 44         |  |  | De Gasperi Enna | De Gasperi Enna | 22     | 17     | 39     |  |
|  | 2          | Jomsa Rimini    | 30         | 29         | 59         |  |  | Jomsa Rimini    | Jomsa Rimini    | 24     | 22     | 46     |  |
|  | 3          | Cassano Magnago | 15         | 25         | 40         |  |  |                 |                 |        |        |        |  |

## Statistiche

### Classifica marcatrici
Fonte: Annuario FIGH.
| Pos. | Giocatrice           | Squadra            | Reti |
| ---- | -------------------- | ------------------ | ---- |
| 1.   | Suada Sejmenović     | De Gasperi Enna    | 198  |
| 2.   | Goranka Anterić      | Tiger Palermo      | 163  |
| 3.   | Mila Lućić           | De Gasperi Enna    | 160  |
| 4.   | Anjelo Chvaikovskaia | Tiger Palermo      | 152  |
| 5.   | C. Niederwieser      | Brixen Südtirol    | 133  |
| 6.   | Buceschi             | Cassano Magnago    | 131  |
| 7.   | Elke Niederwieser    | Brixen Südtirol    | 131  |
| 8.   | Starčević            | Polisport Siracusa | 128  |
| 9.   | M. Hristova          | CUS Messina        | 126  |
| 10.  | Giorgia Gianlorenzi  | Cassano Magnago    | 122  |